# Aston Martin AMR25
Der Aston Martin AMR25 ist der Formel-1-Rennwagen von Aston Martin für die Formel-1-Weltmeisterschaft 2025. Es ist das fünfte Formel-1-Auto, das Aston Martin seit der Rückkehr von Aston Martin in der Formel 1 fährt. Der Rennwagen wird vom zweifachen Weltmeister Fernando Alonso sowie Lance Stroll gefahren.

## Technik und Entwicklung
Wie alle Formel-1-Fahrzeuge des Jahres 2025 ist der Aston Martin AMR25 ein hinterradangetriebener Monoposto mit einem Monocoque aus kohlenstofffaserverstärktem Kunststoff (CFK). Außer dem Monocoque bestehen auch viele weitere Teile des Fahrzeugs, darunter die Karosserieteile und das Lenkrad, aus CFK. Auch die Bremsscheiben sind aus einem mit Kohlenstofffasern verstärkten Verbundwerkstoff.
Der AMR25 ist das Nachfolgemodell des Aston Martin AMR24.
Angetrieben wird der AMR25 von einem 1,6-Liter-V6-Motor von Mercedes in der Fahrzeugmitte mit Turbolader sowie einem 120 kW starken Elektromotor; es ist also ein Hybridelektrokraftfahrzeug. Die Kraft überträgt ein sequentielles, mit Schaltwippen betätigtes Achtganggetriebe. Das Fahrzeug hat nur zwei Pedale, ein Gaspedal (rechts) und ein Bremspedal (links). Genau wie viele andere Funktionen wird die Kupplung, die nur beim Anfahren aus dem Stand gebraucht wird, über einen Hebel am Lenkrad bedient.
Das Fahrzeug ist 2000 mm breit, 970 mm hoch und mehr als 5000 mm lang. Das Gewicht beträgt seit diesem Jahr einschließlich Fahrer 800 kg. Der Wagen hat 305 mm breite Vorderreifen und 405 mm breite Hinterreifen des Einheitslieferanten Pirelli auf 18-Zoll-Rädern.
Der AMR25 verfügt, wie alle Formel-1-Fahrzeuge seit 2011, über ein Drag Reduction System (DRS), das durch Flachstellen eines Teils des Heckflügels den Luftwiderstand des Fahrzeugs auf den Geraden verringert, wenn es eingesetzt werden darf. Auch das DRS wird mit einem Schalter am Lenkrad des Wagens aktiviert.
Der AMR25 ist mit dem Halo-System ausgestattet, das einen zusätzlichen Schutz für den Kopf des Fahrers bietet.

## Lackierung und Sponsoring
Gemeinsam mit den anderen Teams der Rennsaison 2025 wurde der Aston Martin AMR25 am 18. Februar 2025 beim F1 75 Live Event präsentiert. Die Lackierung weist hauptsächlich die Farben Petrol und Schwarz auf, wird aber auch von einigen neongelben Highlights unterstützt. Aramco wirbt als Hauptsponsor auf dem Fahrzeug. Weitere Sponsoren sind Cognizant, Valvoline, NetApp, Velocity Black, Pirelli, Bombardier, Hugo Boss, Servicenow, NexGen Energy, SentinelOne und Regent Seven Seas Cruises.
Beim Großen Preis von China zollte das Team Eddie Jordan, dem Gründer des Vorfahren des Teams, Jordan Grand Prix, Tribut. Dieser verstarb kurz vor dem Rennwochenende. Sein Name und das Teamlogo mit einem roten Blatt in Form eines Herzens waren auf der Seite des Autos und einer Seite des Heckflügels zu sehen.

## Ergebnisse

### Vereinfachte Darstellung
| Fahrer                          | Nr.                             | 1   | 2     | 3  | 4  | 5  | 6     | 7  | 8   | 9  | 10 | 11 | 12 | 13   | 14 | 15 | 16 | 17 | 18 | 19 | 20 | 21 | 22 | 23 | 24 | Punkte | Rang |
| ------------------------------- | ------------------------------- | --- | ----- | -- | -- | -- | ----- | -- | --- | -- | -- | -- | -- | ---- | -- | -- | -- | -- | -- | -- | -- | -- | -- | -- | -- | ------ | ---- |
| Formel-1-Weltmeisterschaft 2025 | Formel-1-Weltmeisterschaft 2025 |     |       |    |    |    |       |    |     |    |    |    |    |      |    |    |    |    |    |    |    |    |    |    |    | 36     | 8.   |
| F. Alonso                       | 014                             | DNF | DNF10 | 11 | 15 | 11 | 15DNF | 11 | DNF | 9  | 7  | 7  | 9  | 1714 |    |    |    |    |    |    |    |    |    |    |    | 36     | 8.   |
| L. Stroll                       | 018                             | 6   | 9     | 20 | 17 | 16 | 165   | 15 | 15  | WD | 17 | 14 | 7  | 1413 |    |    |    |    |    |    |    |    |    |    |    | 36     | 8.   |

| Legende  | Legende            | Legende                                                          |
| Farbe    | Abkürzung          | Bedeutung                                                        |
| -------- | ------------------ | ---------------------------------------------------------------- |
| Gold     | –                  | Sieg                                                             |
| Silber   | –                  | 2. Platz                                                         |
| Bronze   | –                  | 3. Platz                                                         |
| Grün     | –                  | Platzierung in den Punkten                                       |
| Blau     | –                  | Klassifiziert außerhalb der Punkteränge                          |
| Violett  | DNF                | Rennen nicht beendet (did not finish)                            |
| Violett  | NC                 | nicht klassifiziert (not classified)                             |
| Rot      | DNQ                | nicht qualifiziert (did not qualify)                             |
| Rot      | DNPQ               | in Vorqualifikation gescheitert (did not pre-qualify)            |
| Schwarz  | DSQ                | disqualifiziert (disqualified)                                   |
| Weiß     | DNS                | nicht am Start (did not start)                                   |
| Weiß     | WD                 | zurückgezogen (withdrawn)                                        |
| Hellblau | PO                 | nur am Training teilgenommen (practiced only)                    |
| Hellblau | TD                 | Freitags-Testfahrer (test driver)                                |
| ohne     | DNP                | nicht am Training teilgenommen (did not practice)                |
| ohne     | INJ                | verletzt oder krank (injured)                                    |
| ohne     | EX                 | ausgeschlossen (excluded)                                        |
| ohne     | DNA                | nicht erschienen (did not arrive)                                |
| ohne     | C                  | Rennen abgesagt (cancelled)                                      |
| ohne     | keine WM-Teilnahme |                                                                  |
| sonstige | P/fett             | Pole-Position                                                    |
| sonstige | 1/2/3/4/5/6/7/8    | Punktplatzierung im Sprint-/Qualifikationsrennen                 |
| sonstige | SR/kursiv          | Schnellste Rennrunde                                             |
| sonstige | *                  | nicht im Ziel, aufgrund der zurückgelegten Distanz aber gewertet |
| sonstige | ()                 | Streichresultate                                                 |
| sonstige | unterstrichen      | Führender in der Gesamtwertung                                   |

### Detaillierte Darstellung inkl. Sprintrennen (SPR) und Hauptrennen (HAU)
| Pos                             | Fahrer    | Nr. | 1   | 2   | 2   | 3   | 4   | 5   | 6   | 6   | 7   | 8   | 9  | 10 | 11 | 12 | 13 | 13 | 14 | 15 | 16 | 17 | 18 | 19 | 19 | 20 | 21 | 21 | 22 | 23 | 23 | 24 | Punkte |
| ------------------------------- | --------- | --- | --- | --- | --- | --- | --- | --- | --- | --- | --- | --- | -- | -- | -- | -- | -- | -- | -- | -- | -- | -- | -- | -- | -- | -- | -- | -- | -- | -- | -- | -- | ------ |
| Formel-1 Weltmeisterschaft 2025 |           |     |     |     |     |     |     |     |     |     |     |     |    |    |    |    |    |    |    |    |    |    |    |    |    |    |    |    |    |    |    |    |        |
| SPR                             | HAU       | SPR | HAU | SPR | HAU | SPR | HAU | SPR | HAU | SPR | HAU |     |    |    |    |    |    |    |    |    |    |    |    |    |    |    |    |    |    |    |    |    |        |
| 15.                             | F. Alonso | 14  | DNF | 10  | DNF | 11  | 15  | 11  | DNF | 15  | 11  | DNF | 9  | 7  | 7  | 9  | 14 | 17 |    |    |    |    |    |    |    |    |    |    |    |    |    |    | 16     |
| 13.                             | L. Stroll | 18  | 6   | 9   | 9   | 20  | 17  | 16  | 5   | 16  | 15  | 15  | WD | 17 | 14 | 7  | 13 | 14 |    |    |    |    |    |    |    |    |    |    |    |    |    |    | 20     |

| Legende  | Legende            | Legende                                                          |
| Farbe    | Abkürzung          | Bedeutung                                                        |
| -------- | ------------------ | ---------------------------------------------------------------- |
| Gold     | –                  | Sieg                                                             |
| Silber   | –                  | 2. Platz                                                         |
| Bronze   | –                  | 3. Platz                                                         |
| Grün     | –                  | Platzierung in den Punkten                                       |
| Blau     | –                  | Klassifiziert außerhalb der Punkteränge                          |
| Violett  | DNF                | Rennen nicht beendet (did not finish)                            |
| Violett  | NC                 | nicht klassifiziert (not classified)                             |
| Rot      | DNQ                | nicht qualifiziert (did not qualify)                             |
| Rot      | DNPQ               | in Vorqualifikation gescheitert (did not pre-qualify)            |
| Schwarz  | DSQ                | disqualifiziert (disqualified)                                   |
| Weiß     | DNS                | nicht am Start (did not start)                                   |
| Weiß     | WD                 | zurückgezogen (withdrawn)                                        |
| Hellblau | PO                 | nur am Training teilgenommen (practiced only)                    |
| Hellblau | TD                 | Freitags-Testfahrer (test driver)                                |
| ohne     | DNP                | nicht am Training teilgenommen (did not practice)                |
| ohne     | INJ                | verletzt oder krank (injured)                                    |
| ohne     | EX                 | ausgeschlossen (excluded)                                        |
| ohne     | DNA                | nicht erschienen (did not arrive)                                |
| ohne     | C                  | Rennen abgesagt (cancelled)                                      |
| ohne     | keine WM-Teilnahme |                                                                  |
| sonstige | P/fett             | Pole-Position                                                    |
| sonstige | 1/2/3/4/5/6/7/8    | Punktplatzierung im Sprint-/Qualifikationsrennen                 |
| sonstige | SR/kursiv          | Schnellste Rennrunde                                             |
| sonstige | *                  | nicht im Ziel, aufgrund der zurückgelegten Distanz aber gewertet |
| sonstige | ()                 | Streichresultate                                                 |
| sonstige | unterstrichen      | Führender in der Gesamtwertung                                   |